# 梁梦环
梁夢環（？—1629年），號菩玉，廣東廣州府順德縣乾岡（今北滘鎮廣教）人，明朝政治人物。

## 生平
萬曆三十四年（1606年）丙午科廣東鄉試舉人，四十一年（1613年）癸丑科進士。户部觀政，四十四年授福建松溪县知县，四十七年調甌寧縣知縣，天啓二年行取考选，擢升河南道監察御史，三年巡视艮庫，五年巡青，六年巡关。天啟年間，依附魏忠賢，以義子自居。上疏誣劾汪文言，奏言熊廷弼侵軍貲十七萬，參與殺害楊漣。天啓七年官至太僕寺卿。崇禎帝即位，魏忠賢垮台。崇禎二年（1629年）三月，朝廷下詔處死魏黨，梁夢環名列第十。是年秋天，押赴刑場斬首。

## 家族
曾祖梁萬方，冠带。祖父梁雲龍，贈南國子監博士。父梁紹震，官平樂府同知。